# Миклушовце
Миклушовце або Миклушівці, Міклушовце (словац. Miklušovce) — село в Словаччині, Пряшівському окрузі Пряшівського краю. Розташоване в центральній частині східної Словаччини, на південній межі Шариської височини в долині Сопотниці.

## Історія
Перші поселенці приблизно з 11—12 століття належали до церкви західного обряду, у другій половині 13 століття вже переважало населення східного обряду. Уперше село згадується у 1330 році.
В кадастрі села досі одна з частин називається Ялини (словац. Jaliny).

## Культура
У селі діє фольклорний ансамбль «Ялинка» (словац. Jalinka).

### Храм
У селі є греко-католицька церква з кінця 13 століття, первісно збудована в стилі ранньої готики, склепіння із 17 століття, вежа з 1812 року.

## Населення
| Рік:            | 1994. | 2004.   | 2014. | 2024.    |
| --------------- | ----- | ------- | ----- | -------- |
| Кількість осіб: | 331   | 340     | 323   | 289      |
| Різниця:        |       | +2,71 % | -5 %  | -10,52 % |

| Рік:            | 2023. | 2024.   |
| --------------- | ----- | ------- |
| Кількість осіб: | 287   | 289     |
| Різниця:        |       | +0,69 % |

У селі проживає 315 осіб.